# Ecuación parabólica en derivadas parciales
Una ecuación parabólica en derivadas parciales es una ecuación diferencial parcial de segundo orden del tipo y se utilizan para describir una gran variedad de fenómenos dependientes del tiempo, como la conducción del calor, la difusión de partículas y el preciación de instrumentos de inversión derivados.

## Definición
Para definir el tipo más simple de EDP parabólica, considere una función de valor real {\displaystyle u(x,y)} de dos variables reales independientes, {\displaystyle x} y {\displaystyle y}. Una EDE de segundo orden, lineal, de coeficiente constante para {\displaystyle u} tiene la forma
{\displaystyle Au_{xx}+2Bu_{xy}+Cu_{yy}+Du_{x}+Eu_{y}+F=0\quad } y esta EDP se clasifica como parabólica si los coeficientes satisfacen la condición
{\displaystyle B^{2}-AC=0.}
que es lo mismo que en la cual la matriz  {\displaystyle Z={\begin{bmatrix}A&B\\B&C\end{bmatrix}}} tiene un  determinante igual a  0.
Normalmente {\displaystyle x} representa la posición unidimensional y {\displaystyle y} representa el tiempo,
y la EDP se resuelve sujeta a condiciones iniciales y de contorno prescritas.
El nombre "parabólica" se utiliza porque la suposición sobre los coeficientes es la misma que la condición
para que la ecuación de geometría analítica {\displaystyle Ax^{2}+2Bxy+Cy^{2}+Dx+Ey+F=0}
para definir una parábola plana.
Unos ejemplos básicos de una EDP parabólica es la ecuación del calor unidimensional 
{\displaystyle u_{t}=\alpha \,u_{xx},} y las ecuaciones diferenciales parciales parabólicas de la ecuación de Schrödinger.
donde {\displaystyle u(x,t)} es la temperatura en el tiempo {\displaystyle t} y en la posición {\displaystyle x} a lo largo de una varilla delgada, y {\displaystyle \alpha } es una constante positiva (la difusividad térmica). El símbolo {\displaystyle u_{t}} significa la derivada parcial de {\displaystyle u} con respecto a la variable tiempo {\displaystyle t}, y análogamente {\displaystyle u_{xx}} es la segunda derivada parcial con respecto a {\displaystyle x}. Para este ejemplo, {\displaystyle t} juega el papel de {\displaystyle y} en la EDP lineal general de segundo orden:
{\displaystyle A=\alpha }, {\displaystyle E=-1}, y los otros coeficientes son cero.
La ecuación del calor dice, a grandes rasgos, que la temperatura en un momento y punto dados sube o baja a un ritmo proporcional a la diferencia entre la temperatura en ese punto y la temperatura media cerca de ese punto. La cantidad {\displaystyle u_{xx}} mide lo lejos que está la temperatura de satisfacer la propiedad del valor medio de las funciones armónicas.
El concepto de EDP parabólica puede generalizarse de varias maneras.
Por ejemplo, el flujo de calor a través de un cuerpo material se rige por la ecuación del calor tridimensional,
{\displaystyle u_{t}=\alpha \,\Delta u,}
donde
{\displaystyle \Delta u:={\frac {\partial ^{2}u}{\partial x^{2}}}+{\frac {\partial ^{2}u}{\partial y^{2}}}+{\frac {\partial ^{2}u}{\partial z^{2}}}}
denota el operador de Laplace que actúa sobre {\displaystyle u}.  Esta ecuación es el prototipo de una EDP parabólica multidimensional.
Observando que {\displaystyle -\Delta } es un  operador elíptico sugiere una definición más amplia de una EDP parabólica:
{\displaystyle u_{t}=-Lu,}
donde {\displaystyle L} es un  operador elíptico de segundo orden.
(lo que implica que {\displaystyle L} debe ser positivo;
más adelante se considera un caso en el que {\displaystyle u_{t}=+Lu}).
Un sistema de ecuaciones diferenciales parciales para un vector {\displaystyle u} también puede ser parabólico.
Por ejemplo, un sistema de este tipo se esconde en una ecuación de la forma
{\displaystyle \nabla \cdot (a(x)\nabla u(x))+b(x)^{\text{T}}\nabla u(x)+cu(x)=f(x)}
Las EDP parabólicas también pueden ser no lineales.  Por ejemplo, la  ecuación de Fisher es una EDP no lineal que incluye el mismo término de difusión que la ecuación del calor, pero incorpora un término de crecimiento lineal y un término de decaimiento no lineal.

## Solución
Bajo supuestos amplios, un problema inicial/de valores límite para una EDP lineal parabólica tiene solución para todo el tiempo. La solución {\displaystyle u(x,t)}, como función de {\displaystyle x} para un tiempo fijo {\displaystyle t>0}, es generalmente más suave que los datos iniciales {\displaystyle u(x,0)=u_{0}(x)}.
Para una EDP parabólica no lineal, una solución de un problema inicial/de valor límite podría explotar en una singularidad dentro de una cantidad finita de tiempo. Puede ser difícil determinar si existe una solución para todo el tiempo, o entender las singularidades que surgen. Tales cuestiones interesantes surgen en la  solución de la conjetura de Poincaré vía flujo de Ricci.

## Ecuación parabólica regresiva
Generalmente se suele encontrar ocasionalmente con la llamada EDP parabólica regresiva, que toma la forma {\displaystyle u_{t}=Lu} (nótese la ausencia del signo menos).
Un problema de valor inicial para la ecuación de calor regresiva,
{\displaystyle {\begin{cases}u_{t}=-\Delta u&{\textrm {on}}\ \ \Omega \times (0,T),\\u=0&{\textrm {on}}\ \ \partial \Omega \times (0,T),\\u=f&{\textrm {on}}\ \ \Omega \times \left\{0\right\}.\end{cases}},}
es equivalente a un problema de valor final para la ecuación ordinaria del calor,
{\displaystyle {\begin{cases}u_{t}=\Delta u&{\textrm {on}}\ \ \Omega \times (0,T),\\u=0&{\textrm {on}}\ \ \partial \Omega \times (0,T),\\u=f&{\textrm {on}}\ \ \Omega \times \left\{T\right\}.\end{cases}}}
De manera similar a un problema de valor final para una EDP parabólica, un problema de valor inicial para una EDP parabólica hacia atrás no suele estar bien planteado (las soluciones a menudo crecen sin límites en tiempo finito, o incluso no existen). No obstante, estos problemas son importantes para el estudio de la reflexión de las singularidades de las soluciones de varias otras EDPs.

## Ejemplos
- Ecuación del calor
- Flujo de curvatura promedio
- Flujo de Ricci